# Pierre Lalemand
Pour les articles homonymes, voir Lallemand.
Pierre Lalemand , né le 24 mars 1855 à Bruxelles et mort dans la même ville le 29 septembre 1941 est un syndicaliste et homme politique belge socialiste.
Apprenti tailleur et apprenti marbrier, il devient ensuite président du Syndicat des marbriers de Bruxelles.
Il est élu conseiller communal à Bruxelles (1923-41) et sénateur de l'arrondissement de Bruxelles (1927-41) en suppléance du sénateur Victor De Meulemeester.

## Sources
- Bio sur ODIS